# بينيتا واشنطن
بينيتا واشنطن (بالإنجليزية: Benita Washington)‏ هي كاتبة غنائية أمريكية، ولدت في 23 أبريل 1976 في سلما في الولايات المتحدة.